# Arvydas Anušauskas

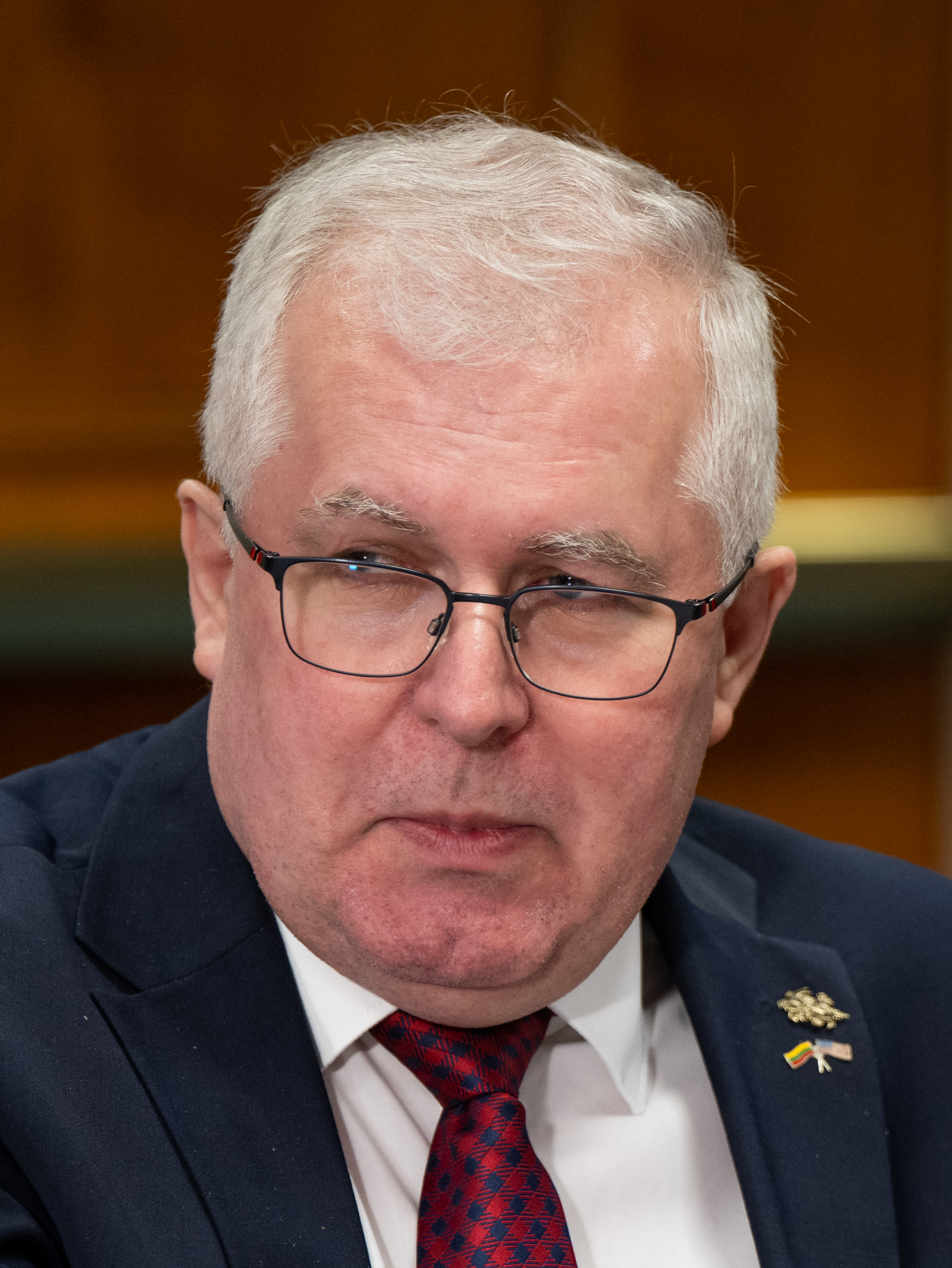
Arvydas Anušauskas, 2024

Arvydas Anušauskas (* 29. September 1963 in Vilnius) ist ein litauischer Historiker und konservativer Politiker. Von Dezember 2020 bis März 2024 war er Verteidigungsminister Litauens.

## Leben
Nach dem Abitur 1981 an der 34. Sekundarschule Vilnius in Lazdynai absolvierte Arvydas Anušauskas 1982 die 21. Technik Schule Vilnius der litauischen Hauptstadt. Von 1983 bis 1985 leistete er den Sowjetarmeedienst. 1989 absolvierte er ein Diplomstudium der Geschichte und 1995 promovierte er an der Universität Vilnius.
Von 1996 bis 1997 arbeitete er an der Vytauto Didžiojo universitetas in der zweitgrößten litauischen Stadt Kaunas, von 1996 bis 2006 an der Vilniaus pedagoginis universitetas, von 2002 bis 2007 an der VU.
Er ist Mitglied von Tėvynės Sąjunga – Lietuvos krikščionys demokratai, seit 2008 Mitglied im Seimas. Er wurde 2012, 2016, 2020 und 2024 wieder gewählt. 

## Ministeramt
Der russische Überfall auf die Ukraine 2022, der in Anušauskas’ Amtszeit als Verteidigungsminister fiel, wird in Litauen als unmittelbare Bedrohung empfunden. Seither hat das Land seine Militärausgaben deshalb stark erhöht und rüstet seine Armee massiv auf. Die Zusammenarbeit mit der deutschen Bundeswehr im Rahmen der Multinational Battlegroup Lithuania der NATO nimmt dabei eine Schlüsselfunktion ein. Am 16. März 2024 reichte Anušauskas vor einer Zusammenkunft mit dem litauischen Präsidenten Gitanas Nausėda aus nicht bekannt gegebenen Gründen überraschend seinen Rücktritt ein. Sein Amtsnachfolger im Kabinett Šimonytė, geleitet von Ingrida Šimonytė, wurde Laurynas Kasčiūnas, Vorsitzender des Parlamentsausschusses für Nationale Sicherheit.

## Bibliografie
- The Anti-Soviet Resistance in the Baltic States, 1999.
- Freedom of the Baltics. Responsibility of Europe, 2003.

## Quelle
- 2008 m. Lietuvos Respublikos Seimo rinkimai – Tėvynės sąjunga – Lietuvos krikščionys demokratai – Iškelti kandidatai (Memento vom 14. Februar 2014 im Internet Archive)